# Pracejovice
Pracejovice (en allemand : Pratzowitz) est une commune du district de Strakonice, dans la région de Bohême-du-Sud, en République tchèque. Sa population s'élevait à 319 habitants en 2020.

## Géographie
Pracejovice se trouve à 5 km à l'ouest du centre de Strakonice, à 56 km au nord-ouest de České Budějovice et à 101 km au sud-sud-ouest de Prague.
La commune est limitée par Katovice au nord, par Strakonice à l'est, par Sousedovice, Drachkov et Kraselov au sud et par Novosedly à l'ouest.

## Histoire
La première mention écrite du village date de 1308.

## Administration
La commune se compose de deux quartiers :
- Makarov
- Pracejovice